# Pseudocythereis spinifera
Pseudocythereis spinifera is een mosselkreeftjessoort uit de familie van de Trachyleberididae. De wetenschappelijke naam van de soort is voor het eerst geldig gepubliceerd in 1928 door Skogsberg.